# Dyrżawno pyrwenstwo w piłce nożnej (1932)
Dyrżawno pyrwenstwo (1932) było 8. edycją najwyższej piłkarskiej klasy rozgrywkowej w Bułgarii. W rozgrywkach brało udział 13 zespołów. Tytułu nie obroniła drużyna AS 23 Sofia. Nowym mistrzem Bułgarii został zespół Szipczenski Sokol Warna.

## 1. runda
- Slawia Sofia – Lewski Dupnica 4 – 0
- Orel-Czegan 30 Wraca – Lewski Łom 2 – 1
- Szipczenski Sokol Warna – Han Omurtag Szumen 6 – 2
- Slawa Jamboł – Borysław Stara Zagora 3 – 0
- Czardafon Gabrowo – Pobeda 26 Plewen 1 – 3

## Ćwierćfinały
- Slawia Sofia – Slawa Jamboł 5 – 0
- Lewski Ruse – Szipczenski Sokol Warna 0 – 2
- Pobeda 26 Plewen – Orel-Czegan 30 Wraca 3 – 2
- Sokol Płowdiw – Bułgaria Chaskowo 3 – 1

## Półfinały
- Slawia Sofia – Sokol Płowdiw 5 – 0
- Szipczenski Sokol Warna – Pobeda 26 Plewen 4 – 1

## Finał
- 18 września 1932:
Slawia Sofia – Szipczenski Sokol Warna 1 – 1, 1 – 2 (po dogr.)

Zespół Szipczenski Sokol Warna został mistrzem Bułgarii.